# Supercupa Lituaniei
Supercupa Lituaniei este competiția fotbalistică de supercupă din Lituania, disputată anual între campioana din A Lyga și câștigătoarea Cupei Lituaniei. Dacă aceeași echipă câștigă atât cupa cât și campionatul, atunci meciul de supercupă nu mai are loc și echipa câștigătoare a dublei este desemnată automat câștigătoarea supercupei.
Competiția se desfășoară începând cu anul 1995, cu excepția a patru sezoane în care nu a avut loc.

## Ediții
| An   | Câștigătoare    | Finalista         | Scor          | Oraș        |
| ---- | --------------- | ----------------- | ------------- | ----------- |
| 1995 | Inkaras-Grifas  | —                 | —             | —           |
| 1996 | Kareda Šiauliai | Inkaras-Grifas    | 2–1           | Marijampolė |
| 1998 | Ekranas         | Kareda Šiauliai   | 3–0           | Kėdainiai   |
| 2002 | FBK Kaunas      | —                 | —             | —           |
| 2003 | FK Žalgiris     | FBK Kaunas        | 2–1           | Šiauliai    |
| 2004 | FBK Kaunas      | —                 | —             | —           |
| 2006 | Ekranas         | FBK Kaunas        | 2–1           | Palanga     |
| 2007 | FBK Kaunas      | Sūduva            | 1–0           | Marijampolė |
| 2009 | Sūduva          | Ekranas           | 2–1 (pen.)    | Šiauliai    |
| 2010 | Ekranas         | —                 | —             | —           |
| 2011 | Ekranas         | —                 | —             | —           |
| 2012 | x               | x                 | x             | x           |
| 2013 | VMFD Žalgiris   | Ekranas Panevėžys | 1–0           | Marijampolė |
| 2014 | VMFD Žalgiris   | —                 | —             | —           |
| 2015 | VMFD Žalgiris   | —                 | —             | —           |
| 2016 | Žalgiris        | Trakai            | 4-1           | Vilnius     |
| 2017 | Žalgiris        | Trakai            | 1-0           | Vilnius     |
| 2018 | Sūduva          | Stumbras          | 5-0           | Marijampolė |
| 2019 | Sūduva          | Žalgiris          | 2-0           | Marijampolė |
| 2020 | Žalgiris        | Sūduva            | 2-0           | Vilnius     |
| 2021 | Panevėžys       | Žalgiris          | 2-2, 3–2 (pn) | Vilnius     |
| 2022 | Sūduva          | Žalgiris          | 0-0; 3–2 (pn) | Vilnius     |

## Performanță după club
| Club                  | Trofee | Finale pierdute | Anii trofeelor                           | Anii finalelor |
| --------------------- | ------ | --------------- | ---------------------------------------- | -------------- |
| FK Žalgiris           | 7      | 1               | 2003, 2013, 2014, 2015, 2016, 2017, 2020 | 2019           |
| FK Ekranas            | 4      | 2               | 1998, 2006, 2010, 2011                   | 2009, 2012     |
| FBK Kaunas            | 3      | 2               | 2002, 2004, 2007                         | 2003, 2006     |
| FK Sūduva             | 4      | 1               | 2009, 2018, 2019, 2020                   | 2007           |
| FK Panevėžys          | 1      | 0               | 2021                                     |                |
| FK Kareda             | 1      | 1               | 1996                                     | 1998           |
| Inkaras-Grifas Kaunas | 1      | 1               | 1995                                     | 1996           |